# Völken (Eggenthal)
Völken gehört zur Siedlungsgruppe Holzstetten und ist ein Ortsteil der oberschwäbischen Gemeinde Eggenthal im Landkreis Ostallgäu in Bayern.

## Lage
Der Weiler liegt westlich von Eggenthal.

## Geschichte
Völken wird erstmals Ende des 18. Jahrhunderts im Eggenthaler Kirchenbuch erwähnt. Der Ortsname dürfte auf einen schon älteren Hofnamen zurückgehen. Der Weiler gehörte mit den Holzstettener Siedlungen zur Ronsberger Herrschaft von Stein. Nach deren Teilung gelangte er mit den umliegenden Orten 1749 an das Kloster Kempten unter Fürstabt Engelbert von Syrgenstein.
Bis zum 1. Mai 1978 gehörte Völken zur bis dahin selbstständigen Gemeinde Bayersried im Altlandkreis Marktoberdorf. Bayersried wurde dann im Zuge der Gebietsreform nach Eggenthal eingemeindet.
Kirchlich gehörte der Ort bis 1495 zur Pfarrei Baisweil. Seit 1495 gehört Völken zur Eggenthaler Pfarrei St. Afra.

## Baudenkmäler
In der Ortsmitte befindet sich eine Kapelle aus der ersten Hälfte des 18. Jahrhunderts, die unter Denkmalschutz steht.